# Argente
Argente (aragónul Archent) település Spanyolországban, Teruel tartományban. Argente Aguatón, Bueña, Rubielos de la Cérida, Lidón, Visiedo és Camañas községekkel határos. Lakosainak száma 201 fő (2024).

## Népesség
A település lakosságának változását az alábbi diagram mutatja:
| Lakosok száma | 258  | 258  | 252  | 241  | 224  | 217  | 207  | 195  | 208  | 201  |
|               | 2001 | 2004 | 2007 | 2009 | 2012 | 2014 | 2017 | 2019 | 2022 | 2024 |